# Frankrijk op de Olympische Winterspelen 2014
Frankrijk is een van de landen die deelneemt aan de Olympische Winterspelen 2014 in Sotsji, Rusland.

## Medailleoverzicht
| Sport          | Olympiër                                                                    | Onderdeel              | Medaille |
| -------------- | --------------------------------------------------------------------------- | ---------------------- | -------- |
| Biatlon        | Martin Fourcade                                                             | Achtervolging          | Goud     |
| Biatlon        | Martin Fourcade                                                             | 20 km individueel      | Goud     |
| Freestyleskiën | Jean-Frédéric Chapuis                                                       | Skicross (m)           | Goud     |
| Snowboarden    | Pierre Vaultier                                                             | Snowboardcross (m)     | Goud     |
| Alpineskiën    | Steve Missillier                                                            | Reuzenslalom (m)       | Zilver   |
| Biatlon        | Martin Fourcade                                                             | 15 km massastart (m)   | Zilver   |
| Freestyleskiën | Arnaud Bovolenta                                                            | Skicross (m)           | Zilver   |
| Freestyleskiën | Marie Martinod                                                              | Halfpipe (v)           | Zilver   |
| Alpineskiën    | Alexis Pinturault                                                           | Reuzenslalom (m)       | Brons    |
| Biatlon        | Jean-Guillaume Béatrix                                                      | Achtervolging          | Brons    |
| Freestyleskiën | Kevin Rolland                                                               | Halfpipe (m)           | Brons    |
| Freestyleskiën | Jonathan Midol                                                              | Skicross (m)           | Brons    |
| Langlaufen     | Jean-Marc Gaillard Maurice Manificat Robin Duvillard Ivan Perrillat-Boiteux | Estafette (m)          | Brons    |
| Schansspringen | Coline Mattel                                                               | Normale schans vrouwen | Brons    |
| Snowboarden    | Chloé Trespeuch                                                             | Snowboardcross         | Brons    |

## Deelnemers en resultaten
(m) = mannen, (v) = vrouwen 

### Alpineskiën
Mannen
| Olympiër                 | Onderdeel    | Resultaat | Prestatie                                                           |
| ------------------------ | ------------ | --------- | ------------------------------------------------------------------- |
| Johan Clarey             | Afdaling     | DNF       | niet gefinisht                                                      |
| Johan Clarey             | Super G      | 19e       | 1.19,75 (+1,61)                                                     |
| Mathieu Faivre           | Reuzenslalom | 24e       | 1e run: 1.23,53 (22e) 2e run: 1.25,90 (28e) totaal: 2.49,43 (+4,14) |
| Thomas Fanara            | Reuzenslalom | 9e        | 1e run: 1.22,41 (4e) 2e run: 1.24,32 (16e) totaal: 2.46,73 (+1,44)  |
| Guillermo Fayed          | Afdaling     | 26e       | 2.09,03 (+2,80)                                                     |
| Jean-Baptiste Grange     | Slalom       | DNF-2     | 1e run: 47,47 (5e) 2e run: niet gefinisht                           |
| Julien Lizeroux          | Slalom       | 15e       | 1e run: 48,69 (17e) 2e run: 55,63 (14e) totaal: 1.44,32 (+2,48)     |
| Steve Missillier         | Reuzenslalom | Zilver    | 1e run: 1.22,58 (10e) 2e run: 1.23,19 (1e) totaal: 2.45,77 (+0,48)  |
| Steve Missillier         | Slalom       | DNF-1     | 1e run: niet gefinisht                                              |
| Thomas Mermillod Blondin | Combinatie   | DNF       | afdaling: 1.56,23 (27e) slalom: niet gefinisht                      |
| Thomas Mermillod Blondin | Afdaling     |           |                                                                     |
| Thomas Mermillod Blondin | Super G      | 15e       | 1.19,53 (+1,39)                                                     |
| Alexis Pinturault        | Combinatie   | DNF       | afdaling: 1.55,68 (23e) slalom: niet gefinisht                      |
| Alexis Pinturault        | Reuzenslalom | Brons     | 1e run: 1.22,44 (6e) 2e run: 1.23,49 (2e) totaal: 2.45,93 (+0,64)   |
| Alexis Pinturault        | Slalom       | DNF-2     | 1e run: 47,78 (8e) 2e run: niet gefinisht                           |
| David Poisson            | Afdaling     | 16e       | 2.07,83 (+1,60)                                                     |
| David Poisson            | Super G      | 17e       | 1.19,74 (+1,60)                                                     |
| Adrien Théaux            | Combinatie   | 17e       | afdaling: 1.55,00 (17e) slalom: 53,66 (17e) totaal: 2.48,66 (+3,46) |
| Adrien Théaux            | Afdaling     | 18e       | 2.07,89 (+1,66)                                                     |
| Adrien Théaux            | Super G      | 11e       | 1.19,35 (+1,21)                                                     |

Vrouwen
| Olympiër              | Onderdeel    | Resultaat | Prestatie |
| --------------------- | ------------ | --------- | --------- |
| Anne-Sophie Barthet   | Combinatie   |           |           |
| Anne-Sophie Barthet   | Reuzenslalom |           |           |
| Anne-Sophie Barthet   | Slalom       |           |           |
| Adeline Baud          | Reuzenslalom |           |           |
| Adeline Baud          | Super G      |           |           |
| Marion Bertrand       | Reuzenslalom |           |           |
| Marion Bertrand       | Slalom       |           |           |
| Marie Marchand-Arvier | Afdaling     |           |           |
| Marie Marchand-Arvier | Super G      |           |           |
| Anémone Marmottan     | Combinatie   |           |           |
| Anémone Marmottan     | Reuzenslalom |           |           |
| Anémone Marmottan     | Slalom       |           |           |
| Nastasia Noens        | Slalom       |           |           |

### Biatlon
Mannen
| Olympiër               | Onderdeel     | Resultaat | Prestatie |
| ---------------------- | ------------- | --------- | --------- |
| Jean-Guillaume Béatrix | Individueel   |           |           |
| Jean-Guillaume Béatrix | Sprint        |           |           |
| Jean-Guillaume Béatrix | Achtervolging |           |           |
| Jean-Guillaume Béatrix | Massastart    |           |           |
| Alexis Bœuf            | Individueel   |           |           |
| Simon Desthieux        | Sprint        |           |           |
| Simon Desthieux        | Achtervolging |           |           |
| Simon Desthieux        | Massastart    |           |           |
| Quentin Fillon Maillet |               |           |           |
| Martin Fourcade        | Individueel   |           |           |
| Martin Fourcade        | Sprint        |           |           |
| Martin Fourcade        | Achtervolging |           |           |
| Martin Fourcade        | Massastart    |           |           |
| Simon Fourcade         | Individueel   |           |           |
| Simon Fourcade         | Sprint        |           |           |
| Simon Fourcade         | Achtervolging |           |           |
| Simon Fourcade         | Massastart    |           |           |
| [[]]                   | Estafette     |           |           |

Vrouwen
| Olympiër           | Onderdeel     | Resultaat | Prestatie |
| ------------------ | ------------- | --------- | --------- |
| Anaïs Bescond      | Individueel   |           |           |
| Anaïs Bescond      | Sprint        |           |           |
| Anaïs Bescond      | Achtervolging |           |           |
| Anaïs Bescond      | Massastart    |           |           |
| Sophie Boilley     | Individueel   |           |           |
| Marine Bolliet     | Individueel   |           |           |
| Marie-Laure Brunet | Individueel   |           |           |
| Marie-Laure Brunet | Sprint        |           |           |
| Marie-Laure Brunet | Achtervolging |           |           |
| Anais Chevalier    | Sprint        |           |           |
| Anais Chevalier    | Achtervolging |           |           |
| Marie Dorin Habert | Individueel   |           |           |
| Marie Dorin Habert | Sprint        |           |           |
| Marie Dorin Habert | Achtervolging |           |           |
| Marie Dorin Habert | Massastart    |           |           |
| [[]]               | Estafette     |           |           |

Gemengd
| Olympiër | Onderdeel          | Resultaat | Prestatie |
| -------- | ------------------ | --------- | --------- |
| [[]]     | Gemengde estafette |           |           |

### Bobsleeën
| Olympiër                                                                                   | Onderdeel    | Resultaat | Prestatie |
| ------------------------------------------------------------------------------------------ | ------------ | --------- | --------- |
| Loic Costerg Romain Heinrich                                                               | Tweemans (m) |           |           |
| Loic Costerg Romain Heinrich Elly Lefort Florent Ribet                                     | Viermans (m) |           |           |
| Thibault Alexis Godefroy Jeremy Baillard Jeremie Boutherin Vincent Daniel Jean-Paul Ricard | Viermans (m) |           |           |

### Freestyleskiën
Mannen
| Olympiër              | Onderdeel  | Resultaat | Prestatie |
| --------------------- | ---------- | --------- | --------- |
| Xavier Bertoni        | Halfpipe   |           |           |
| Thomas Krief          | Halfpipe   |           |           |
| Kevin Rolland         | Halfpipe   |           |           |
| Benoit Valentin       | Halfpipe   |           |           |
| Anthony Benna         | Moguls     |           |           |
| Arnaud Bovolenta      | Skicross   |           |           |
| Jean Frederic Chapuis | Skicross   |           |           |
| Jonas Devouassoux     | Skicross   |           |           |
| Jonathan Midol        | Skicross   |           |           |
| Antoine Adelisse      | Slopestyle |           |           |
| Jules Bonnaire        | Slopestyle |           |           |
| Jeremy Pancras        | Slopestyle |           |           |

Vrouwen
| Olympiër                 | Onderdeel | Resultaat | Prestatie |
| ------------------------ | --------- | --------- | --------- |
| Anais Caradeux           | Halfpipe  |           |           |
| Marie Martinod           | Halfpipe  |           |           |
| Benjamin Cavet           | Moguls    |           |           |
| Perrine Laffont          | Moguls    |           |           |
| Alizee Baron             | Skicross  |           |           |
| Marielle Berger Sabbatel | Skicross  |           |           |
| Ophelie David            | Skicross  |           |           |
| Marion Josserand         | Skicross  |           |           |

### Kunstrijden
| Olympiër                                                                                           | Onderdeel | Resultaat | Prestatie |
| -------------------------------------------------------------------------------------------------- | --------- | --------- | --- |
| Florent Amodio                                                                                     | Mannen    | 18e       | 198.64 (korte kür: 75.58, vrije kür: 123.06) |
| Brian Joubert                                                                                      | Mannen    | 13e       | 231.77 (korte kür: 85.84, vrije kür: 145.93) |
| Maé-Bérénice Méité                                                                                 | Vrouwen   | 10e       | 174.33 (korte kür: 58.63, vrije kür: 115.90) |
| Vanessa James Morgan Ciprès                                                                        | Paren     | 10e       | 179.43 (korte kür: 65.36, vrije kür: 114.07) |
| Nathalie Pechalat Fabian Bourzat                                                                   | IJsdansen | 4e        | 177.22 (korte kür: 72.78, vrije kür: 104.44) |
| Pernelle Carron Lloyd Jones                                                                        | IJsdansen | 15e       | 142.87 (korte kür: 58.25, vrije kür: 84.62) |
| Florent Amodio Vanessa James / Morgan Ciprès Nathalie Pechalat / Fabian Bourzat Maé-Bérénice Méité | Team      | 6e        | 22 punten mannen - korte kür: 6 ptn. (79.93), vrije kür niet bereikt vrouwen - korte kür: 5 ptn. (55.45), vrije kür niet bereikt paren - korte kür: 4 ptn. (57.45), vrije kür niet bereikt ijsdansen - korte kür: 7 ptn. (69.15), vrije kür niet bereikt |

### Langlaufen
Mannen
| Olympiër                                                                    | Onderdeel         | Resultaat | Prestatie |
| --------------------------------------------------------------------------- | ----------------- | --------- | --------- |
| Adrien Backscheider                                                         | 15 km klassiek    |           |           |
| Robin Duvillard                                                             | 50 km vrije stijl |           |           |
| Cyril Gaillard                                                              | Sprint            |           |           |
| Baptiste Gros                                                               | Sprint            |           |           |
| Renaud Jay                                                                  | Sprint            |           |           |
| Jean-Marc Gaillard                                                          | 15 km klassiek    |           |           |
| Jean-Marc Gaillard                                                          | 30 km skiatlon    |           |           |
| Jean-Marc Gaillard                                                          | 50 km vrije stijl |           |           |
| Maurice Manificat                                                           | 30 km skiatlon    |           |           |
| Maurice Manificat                                                           | 50 km vrije stijl |           |           |
| Cyril Miranda                                                               | Sprint            |           |           |
| Cyril Miranda                                                               | 15 km klassiek    |           |           |
| Ivan Perrillat Boiteux                                                      | 30 km skiatlon    |           |           |
| Ivan Perrillat Boiteux                                                      | 50 km vrije stijl |           |           |
| Baptiste Gros Renaud Jay                                                    | Teamsprint        |           |           |
| Robin Duvillard Jean-Marc Gaillard Maurice Manificat Ivan Perrillat Boiteux | Estafette         |           |           |

Vrouwen
| Olympiër                                                     | Onderdeel         | Resultaat | Prestatie |
| ------------------------------------------------------------ | ----------------- | --------- | --------- |
| Célia Aymonier                                               | Sprint            |           |           |
| Célia Aymonier                                               | 10 km klassiek    |           |           |
| Célia Aymonier                                               | 15 km skiatlon    |           |           |
| Marion Buillet                                               | Sprint            |           |           |
| Aurelie Dabudyk                                              | 30 km vrije stijl |           |           |
| Anouk Faivre Picon                                           | 15 km skiatlon    |           |           |
| Anouk Faivre Picon                                           | 30 km vrije stijl |           |           |
| Coraline Hugue                                               | 15 km skiatlon    |           |           |
| Coraline Hugue                                               | 30 km vrije stijl |           |           |
| Aurore Jéan                                                  | Sprint            |           |           |
| Aurore Jéan                                                  | 10 km klassiek    |           |           |
| Aurore Jéan                                                  | 15 km skiatlon    |           |           |
| Aurore Jéan                                                  | 30 km vrije stijl |           |           |
| Célia Aymonier Aurore Jéan                                   | Teamsprint        |           |           |
| Célia Aymonier Anouk Faivre Picon Coraline Hugue Aurore Jéan | Estafette         |           |           |

### Noordse combinatie
| Olympiër                                                             | Onderdeel                | Resultaat | Prestatie                                                                |
| -------------------------------------------------------------------- | ------------------------ | --------- | ------------------------------------------------------------------------ |
| François Braud                                                       | Gundersen normale schans | 20e       | schansspringen: 95,0 m - 113,5 p (24e; +1.12) langlaufen: 23.57,3 (17e)  |
| François Braud                                                       | Gundersen grote schans   | 13e       | schansspringen: 121,0 m - 105,5 p (19e; +1.34) langlaufen: 22.31,2 (5e)  |
| Sébastien Lacroix                                                    | Gundersen normale schans | 28e       | schansspringen: 94,5 m - 112,0 p (28e; +1.18) langlaufen: 24.40,2 (29e)  |
| Sébastien Lacroix                                                    | Gundersen grote schans   | 21e       | schansspringen: 120,0 m - 98,0 p (31e; +2.04) langlaufen: 22.47,5 (14e)  |
| Maxime Laheurte                                                      | Gundersen normale schans | 17e       | schansspringen: 97,0 m - 117,3 p (17e; +0.57) langlaufen: 24.05,4 (20e)  |
| Maxime Laheurte                                                      | Gundersen grote schans   | 27e       | schansspringen: 125,0 m - 108,0 p (15e; +1.24) langlaufen: 23.55,6 (29e) |
| Jason Lamy-Chappuis                                                  | Gundersen normale schans | 35e       | schansspringen: 98,5 m - 123,7 p (8e; +0.31) langlaufen: 25.56,7 (41e)   |
| Jason Lamy-Chappuis                                                  | Gundersen grote schans   | 7e        | schansspringen: 133,5 m - 120,7 p (5e; +0.33) langlaufen: 23.10,9 (22e)  |
| François Braud Sébastien Lacroix Maxime Laheurte Jason Lamy-Chappuis | Landenwedstrijd          |           |                                                                          |

### Rodelen
| Olympiër         | Onderdeel | Resultaat | Prestatie |
| ---------------- | --------- | --------- | --------- |
| Morgane Bonnefoy | Vrouwen   |           |           |

### Schaatsen
| Olympiër                                   | Onderdeel                | Resultaat | Prestatie                                                                            |
| ------------------------------------------ | ------------------------ | --------- | ------------------------------------------------------------------------------------ |
| Ewen Fernandez                             | 1500 m (m)               | 40e       | 1.52,70                                                                              |
| Ewen Fernandez                             | 5000 m (m)               | 18e       | 6.31,08                                                                              |
| Benjamin Macé                              | 1000 m (m)               | 29e       | 1.10,80 (+2,41)                                                                      |
| Benjamin Macé                              | 1500 m (m)               | 32e       | 1.49,34                                                                              |
| Alexis Contin Ewen Fernandez Benjamin Macé | Ploegenachtervolging (m) | 8e        | KF: 3.53,17 (verloor van Nederland) D-finale: 3.51,76 (verloor van Verenigde Staten) |

### Schansspringen
| Olympiër            | Onderdeel          | Resultaat | Prestatie                                                        |
| ------------------- | ------------------ | --------- | ---------------------------------------------------------------- |
| Ronan Lamy-Chappuis | Normale schans (m) | 41e       | kwalificatie: 33e; 106,2 ptn (91,0 m) finale: 111,0 ptn (91,0 m) |
| Ronan Lamy-Chappuis | Grote schans (m)   |           |                                                                  |
|                     |                    |           |                                                                  |
| Julia Clair         | Normale schans (v) |           |                                                                  |
| Lea Lemare          | Normale schans (v) |           |                                                                  |
| Coline Mattel       | Normale schans (v) |           |                                                                  |

### Shorttrack
| Olympiër           | Onderdeel  | Resultaat | Prestatie |
| ------------------ | ---------- | --------- | --------- |
| Maxime Chataignier | 1000 m (m) |           |           |
| Maxime Chataignier | 1500 m (m) |           |           |
| Thibaut Fauconnet  | 500 m (m)  |           |           |
| Thibaut Fauconnet  | 1000 m (m) |           |           |
| Thibaut Fauconnet  | 1500 m (m) |           |           |
| Sébastien Lepape   | 500 m (m)  |           |           |
| Sébastien Lepape   | 1000 m (m) |           |           |
| Sébastien Lepape   | 1500 m (m) |           |           |
|                    |            |           |           |
| Véronique Pierron  | 500 m (v)  |           |           |
| Véronique Pierron  | 1000 m (v) |           |           |
| Véronique Pierron  | 1500 m (v) |           |           |

### Snowboarden
Mannen
| Olympiër             | Onderdeel            | Resultaat | Prestatie |
| -------------------- | -------------------- | --------- | --------- |
| Johann Baisamy       | Halfpipe             |           |           |
| Arthur Longo         | Halfpipe             |           |           |
| Sylvain Dufour       | Parallelreuzenslalom |           |           |
| Sylvain Dufour       | Parallelslalom       |           |           |
| Paul-Henri de le Rue | Snowboardcross       |           |           |
| Tony Ramoin          | Snowboardcross       |           |           |
| Pierre Vaultier      | Snowboardcross       |           |           |

Vrouwen
| Olympiër            | Onderdeel            | Resultaat | Prestatie |
| ------------------- | -------------------- | --------- | --------- |
| Clémence Grimal     | Halfpipe             |           |           |
| Sophie Rodriguez    | Halfpipe             |           |           |
| Mirabelle Thovex    | Halfpipe             |           |           |
| Déborah Anthonioz   | Parallelreuzenslalom |           |           |
| Déborah Anthonioz   | Parallelslalom       |           |           |
| Déborah Anthonioz   | Snowboardcross       |           |           |
| Charlotte Bankes    | Snowboardcross       |           |           |
| Nelly Moenne-Loccoz | Snowboardcross       |           |           |
| Chloë Trespeuch     | Snowboardcross       |           |           |